# National Register of Historic Places in Wyoming

Karte der Countys von Wyoming und Verteilung der NRHP-Einträge (Stand 2010)

Diese Tabelle enthält alle Listen, in denen die Einträge im National Register of Historic Places in den 23 Countys des US-amerikanischen Bundesstaates Wyoming aufgeführt sind:

## Anzahl der Objekte nach County
|       | \| \| County \| Liste der Einträge in das NRHP im County \| Anzahl \| \| ----- \| ----------- \| ---------------------------------------- \| ------ \| \| 1 \| Albany \| NRHP-Einträge im Albany County \| 41 \| \| 2 \| Big Horn \| NRHP-Einträge im Big Horn County \| 23 \| \| 3 \| Campbell \| NRHP-Einträge im Campbell County \| 6 \| \| 4 \| Carbon \| NRHP-Einträge im Carbon County \| 50 \| \| 5 \| Converse \| NRHP-Einträge im Converse County \| 25 \| \| 6 \| Crook \| NRHP-Einträge im Crook County \| 13 \| \| 7 \| Fremont \| NRHP-Einträge im Fremont County \| 35 \| \| 8 \| Goshen \| NRHP-Einträge im Goshen County \| 7 \| \| 9 \| Hot Springs \| NRHP-Einträge im Hot Springs County \| 11 \| \| 10 \| Johnson \| NRHP-Einträge im Johnson County \| 28 \| \| 11 \| Laramie \| NRHP-Einträge im Laramie County \| 55 \| \| 12 \| Lincoln \| NRHP-Einträge im Lincoln County \| 13 \| \| 13 \| Natrona \| NRHP-Einträge im Natrona County \| 40 \| \| 14 \| Niobrara \| NRHP-Einträge im Niobrara County \| 6 \| \| 15 \| Park \| NRHP-Einträge im Park County \| 41 \| \| 16 \| Platte \| NRHP-Einträge im Platte County \| 14 \| \| 17 \| Sheridan \| NRHP-Einträge im Sheridan County \| 31 \| \| 18 \| Sublette \| NRHP-Einträge im Sublette County \| 23 \| \| 19 \| Sweetwater \| NRHP-Einträge im Sweetwater County \| 37 \| \| 20 \| Teton \| NRHP-Einträge im Teton County \| 63 \| \| 21 \| Uinta \| NRHP-Einträge im Uinta County \| 14 \| \| 22 \| Washakie \| NRHP-Einträge im Washakie County \| 7 \| \| 23 \| Weston \| NRHP-Einträge im Weston County \| 6 \| \| Summe \| Summe \| Summe \| 581 1 \| |                                          |        |
|       | County | Liste der Einträge in das NRHP im County | Anzahl |
| 1     | Albany | NRHP-Einträge im Albany County           | 41     |
| 2     | Big Horn | NRHP-Einträge im Big Horn County         | 23     |
| 3     | Campbell | NRHP-Einträge im Campbell County         | 6      |
| 4     | Carbon | NRHP-Einträge im Carbon County           | 50     |
| 5     | Converse | NRHP-Einträge im Converse County         | 25     |
| 6     | Crook | NRHP-Einträge im Crook County            | 13     |
| 7     | Fremont | NRHP-Einträge im Fremont County          | 35     |
| 8     | Goshen | NRHP-Einträge im Goshen County           | 7      |
| 9     | Hot Springs | NRHP-Einträge im Hot Springs County      | 11     |
| 10    | Johnson | NRHP-Einträge im Johnson County          | 28     |
| 11    | Laramie | NRHP-Einträge im Laramie County          | 55     |
| 12    | Lincoln | NRHP-Einträge im Lincoln County          | 13     |
| 13    | Natrona | NRHP-Einträge im Natrona County          | 40     |
| 14    | Niobrara | NRHP-Einträge im Niobrara County         | 6      |
| 15    | Park | NRHP-Einträge im Park County             | 41     |
| 16    | Platte | NRHP-Einträge im Platte County           | 14     |
| 17    | Sheridan | NRHP-Einträge im Sheridan County         | 31     |
| 18    | Sublette | NRHP-Einträge im Sublette County         | 23     |
| 19    | Sweetwater | NRHP-Einträge im Sweetwater County       | 37     |
| 20    | Teton | NRHP-Einträge im Teton County            | 63     |
| 21    | Uinta | NRHP-Einträge im Uinta County            | 14     |
| 22    | Washakie | NRHP-Einträge im Washakie County         | 7      |
| 23    | Weston | NRHP-Einträge im Weston County           | 6      |
| Summe | Summe | Summe                                    | 581 1  |